# Мрзлий Врх (Ідрія)
Мрзлий Врх (словен. Mrzli Vrh) — поселення на пагорбах на північний схід від Сподньої Ідрії, в общині Ідрія, Регіон Горишка, Словенія. Висота над рівнем моря: 961,7 м.